# 언북중학교
언북중학교(彦北中學校)는 대한민국 서울특별시 강남구 논현동에 있는 공립 중학교이다.

## 학교 연혁
- 1982년 1월 7일 : 언북중학교 설립 인가
- 1982년 3월 1일 : 초대 권영찬 교장 취임
- 1982년 3월 3일 : 중학교 16학급 인가, 언주중학교 별관에서 제1회 입학식
- 2018년 11월 19일 : 체육관(도담관) 개관
- 2023년 1월 4일 : 제39회 졸업식(5학급 졸업식 104명, 총 17,212명)
- 2023년 3월 1일 : 제14대 노정현 교장 취임
- 2023년 3월 2일 : 제42회 입학식(5학급 입학생 118명)

## 참고 자료
- 언북중학교 - 한국교육학술정보원 학교알리미